# Achille Bacher
Achille Alberto Bacher (Formazza, 27 aprile 1900 – Formazza, 2 marzo 1972) è stato un fondista italiano.

## Biografia
Nato nel 1900 a Formazza, in Piemonte, era padre di Mario Bacher, anche lui fondista, partecipante alle Olimpiadi di Grenoble 1968.
A 23 anni partecipò ai primi Giochi olimpici invernali, quelli di Chamonix-Mont-Blanc 1924, chiudendo 21º nella 18 km con il tempo di 1h36'03"8.
Morì nel 1972, poco prima di compiere 72 anni.